# The Butcher Boy
The Butcher Boy és una pel·lícula muda escrita i dirigida per Roscoe Arbuckle i protagonitzada per ell mateix, Al St. John i Buster Keaton, entre d'altres. La pel·lícula, que es va estrenar el 23 d'abril de 1917. Va ser la primera pel·lícula dirigida per Arbuckle per a la Comique Film Co.(REF1) i també la primera experiència de Buster Keaton en el mon del cinema.

## Argument
Fatty, un carnisser en una botiga de poble, està enamorat d'Almondine, la filla del senyor Grouch, el propietari de la botiga. Els intents de Fatty per aconseguir que Almondine li faci cas es veuen forçats pel seu rival Alum, un dependent de la mateixa botiga. Un dia Almondine explica Fatty que Alum es casarà amb ell, cosa que inicia una baralla entre ells dos que també involucra Buster, un amic d'Alum, i el senyor Grouch. Durant la baralla es llencen bosses de farina, pastissos, escombres, etc. Al final, el senyor Grouch, enfadat, envia la seva filla a estudiar a un internat per a noies.
Decidit a casar-se amb Almondine, Fatty es disfressa, es fa passar per una cosina seva i la segueix a l'internat. En paral·lel, Alum ha tingut la mateixa idea, i s'acaben trobant cara a cara. Després d'una altra baralla entre els dos rivals, la senyoreta Teachem, la directora de l'escola, s'enduu Fatty a una habitació. Mentrestant, Alum, amb l'ajuda de Buster i un altre còmplice, intenten segrestar Almondine. Luke, el gos d'en Fatty, distreu el grup mentre Fatty i Almondine s'escapen. Un cop fora, veuen en un arbre un rètol que indica la direcció d'una església, i cap a la qual corren agafats del bracet per casar-s'hi.

## Repartiment
- Roscoe Arbuckle (Fatty)

- Buster Keaton (Buster, client de la botiga)

- Al St. John (Alum)

- Alice Lake (Almondine)

- Joe Bordeaux (amic d'Alum)

- Arthur Earle  (l'amo de la botiga)

- Josephine Stevens (caixera)

- Luke (el bull terrier de Fatty)

- Agnes Neilsen (Miss Teachem)

- Charles Dudley (no acreditat)